# تسمم

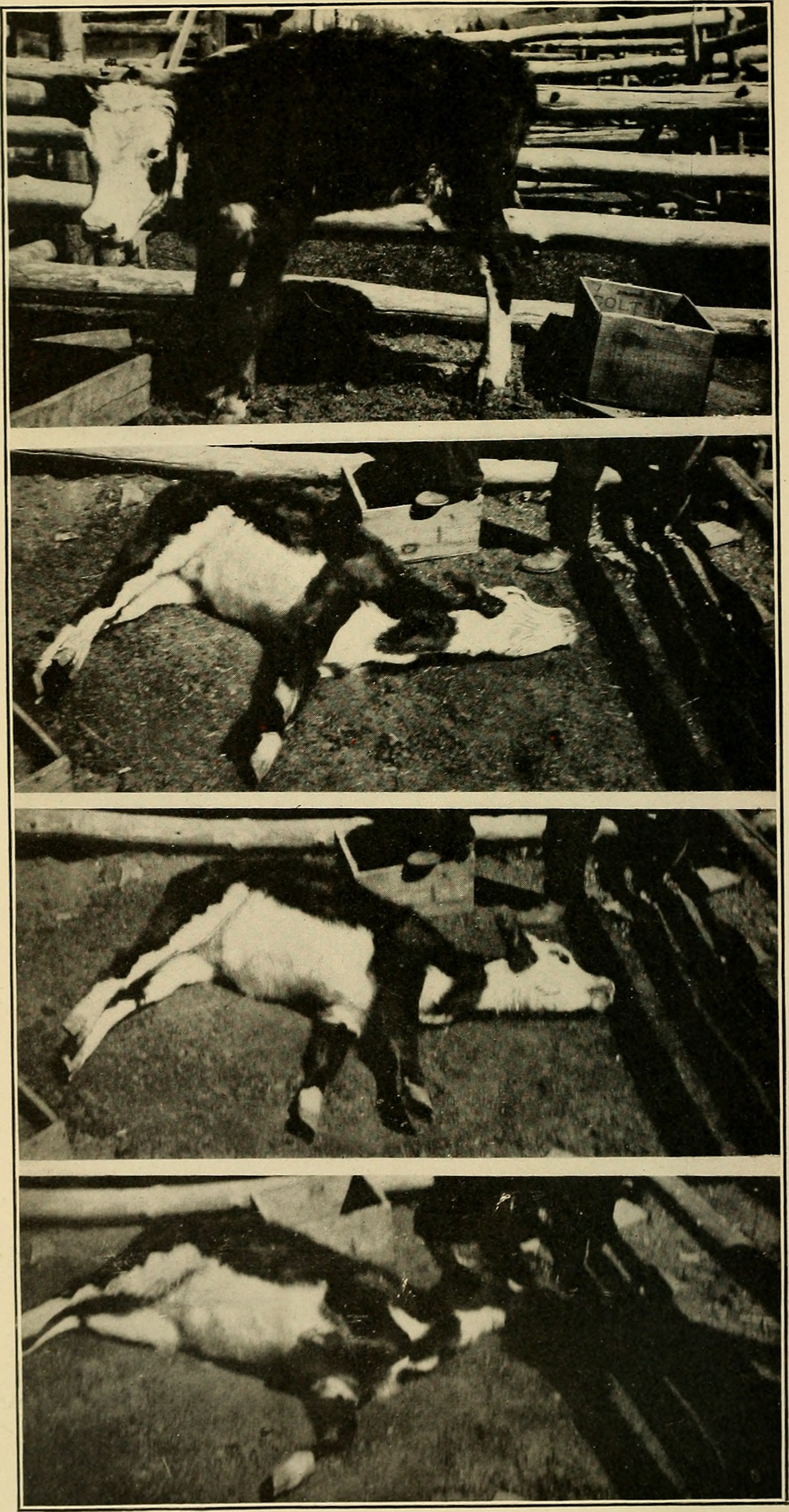
تسمم

التَسمُم هو دخول أي مادة ضارة (طبيعية أو مصنعة) أو ملوثة إلى الجسم بكمية معينة فتحدث أضراراً داخل الجسم. ويمكن أن يكون:
- عن طريق الاٍستنشاق
- عن طريق الأكل
- عن طريق اللمس (الجلد)
- عن طريق الحقن المباشر في الدم الجاري في الأوعية الدموية
- تسمم الاٍختناق
- التسممات الغذائية
- التسممات الدوائية
- الاٍدمان
- التسميم الاٍجرامي

و السـم هو مـادة تدخـل الجسـم بكميات كافيـة لأحداث ضـرر مؤقت أو دائـم. غالبية ضحايا التسمم هم من الأطفال وعادة ما يكون تسممهم ناتجاً عن تناول الأدوية أو المواد الكيميائية كالمنظفات والمبيدات وغيرها، إلا أن التسمم قد يحدث خطأً في كافة الأعمار كما يعتمده البعض كطريقة للانتحار وعادة ما تستخدمه المراهقات للانتحار، كما يمكن أن ينتج السم عن تداخلات دوائية أو طعام فاسد أو ملوث أو عن طريق الاستنشاق.

## تلوث الأغذية
ملاحظات عامة General Remarks
يجب الانتباه بخاصة إلى إمكانية تلوث الأغذية بالمركبات السامة. فقد توجد في الأغذية عرضية وقد تأتي إليها بطرق مختلفة. والأمثلة عن الملوثات هي:
• ملوثات آتية من حرق الوقود الأحفوري، النيوكليدات المشعة من الهيال الساقطة أو الناتجة من العمليات الصناعية (أثار العناصر السامة، نیو کلیدات المشعة، هیدروکربونیات العطرية متعددة الحلقات، دايوكسينات).
. مكونات مواد التعبئة أو من المنتجات شديدة الاستعمال (مواحید، مثبتات، البوليمر، ملدنات، ثنائي فينيل عديدات الكلور، عوامل التنظيف والغسيل، والمطهرات).
. المستقلبات السامة للأحياء الدقيقة (ذيفانات معوية، ذيفانات فطرية).
• المتبقيات من عوامل وقاية النبات (PPA).
• المتبقيات من رعاية حيوانات المزرعة والدواجن (الأدوية البيطرية ومضافات). ويمكن أن تتشكل ملوثات الأغذية السامة ضمن الغذاء نفسه أو ضمن الجهاز الهضمي للإنسان عبر تفاعلات لبعض المواد الأولية في الأغذية والمضافات (مثل نتروزو أمينات). ومن الوسائل التي تحتاجها للوقاية من تلوث الأغذية هي:
. ضبط الغذاء بتطبيق التحليل الشامل.
• تعيين مصادر التلوث.
• وضع تشريعات (وهي معايير قانونية تسمح أو تحظر، أو تمنع، أو تضبط استعمال ملوثات الغذاء القوية والعمليات المترافقة معها وتؤسس مستويات الملوثات المسموح بها في الأغذية. إن تقويم سمية ملوث هدف صعب لأسباب مختلفة. أولا، لعدم وجود بيانات كافية لجميع المركبات، وعدم نفي وجود احتمالات التأثيرات تآزريه لمختلف المركبات، متضمنة على الأغلب نواتج تدر کها. يضاف إلى ذلك مخاطر يفرضها العمر والجنس والحالة الصحية والاستهلاك المعتاد للغذاء. واستنادا إلى ما سبق فإن أي نص حول " تركيز التحمل يجب أن يأخذ بالاعتبار عوامل كافية من السلامة. يؤخذ في المقايسة السمية بالتعيينات الآتية:
• السمية الحادة، ويشار إليها LD50 (هي الجرعة التي تقتل 50% من في سلسلة الاختبارات).
• السمية تحت الحادة، ويتم تعيينها باختبارات تغذية الحيوانات لمدة أربعة أسابيع.
• السمية المزمنة، ويتم مقایستها بتغذية الحيوانات في اختبارات تدوم لمدة 6 أشهر إلى سنتين. ويجب الانتباه في اختبارات السمية المزمنة إلى مدى وجود أعراض مسرطنة، مطفرة، ممسخة. وتجري هذه الاختبارات على نوعين من الحيوانات على الأقل، أحدهما من غير القوارض. أعلى مستوى جرعة من المادة المعطاة للحيوانات خلال حياتها وملاحظتها لعدة أجيال، التي لم تحدث أي تأثير «المستوى الذي لم يلاحظ فيه تأثير ضار NOAEL)» No Observed Adverse Effect Level ، ملغ / كغ جسم الحيوان المختبر في اليوم أو ملغ / كغ علف في اليوم). ويستعمل هذا المستوى كأساس لتقدير الخطر على الإنسان في جميع ا الحالات التي لوحظ فيها وجود ترابط بين الجرعة والتأثير الملاحظ. يضرب مستوى NOAEL بعامل سلامة (SF: 10 إلى 5 × 4-10 وغالبا ما يكون 2-10) الذي يأخذ في الاعتبار الأفراد الحساسين، والأفراد الذين يبتعدون عن معدلات الاستهلاك، وعوامل أخرى غير معروفة، كلها تؤخذ بالاعتبار لحساب الجرعة المقبولة سمية. ويعبر عنها RD (الجرعة المرجعية بال ملغ / كغ وزن الجسم (BW) / اليوم أو يعبر عنها بالدخول اليومي المقبول (ADI).
ROD: أن RD الحاد هو تقدير لكمية المادة الكيميائية الموجودة في الغذاء وتتعلق بوزن الجسم وبالحقائق الأخرى المدونة عند إجراء التقدير ويمكن تناولها خلال فترة زمنية قصيرة (عادة خلال وجبه أو يوم) بدون التسبب باختطار مميز على صحة الإنسان.
ADI: تشير قيمة ADI إلى مقدار المادة التي يمكن للمستهلك أن يتناولها كل يوم طيلة حياته مع الغذاء بدون التسبب بإصابة مميزة في صحته.
.لعناصر الزهيدة السامة
1- الزرنيخ Arsenic
أتى الزرنيخ على رأس قائمة المواد الخطيرة التي نشرت في عام 1999 في الولايات المتحدة الأمريكية وذلك لتواتر وجوده في البيئة ونشاطه السام، ولاحتمال تعرض الإنسان إلى هذا العنصر. ويلي الزرنيخ الرصاص ثم الزئبق، وفينيل كلوريد بنزین، و PCBs ، والكادميوم، وبنزو (ه) بيرين (المصدر وكالة المواد السامة وتسجيل الأمراض ATSDR). ويحتمل أن يبلغ مقدار الزرنيخ غير الخطر عندما يتناول بالفم 0.3 ميكروغرام / كغ وزن الجسم اليوم.
2- الزئبق Mercury
يأتي التسمم بالزئبق عن طريق تناول الطعام من مركبات الزئبق العضوية مثل ثنائي میتیل الزئبق (CH3 , - Hg – CH3
وأملاح میتیل الزئبق، وأملاح بنتيل الزئبق إن المواد السابقة سامة جدا وذوابة في الشحوم، وتمتص مباشرة وتتجمع في كريات الدم الحمراء والجهاز العصبي المركزي. يستعمل بعضها مبيدات فطور ولمعالجة البذور (رش البذور). تصنع مرکبات میتیل الزئبق من رواسب أملاح الزئبق اللاعضوية الموجودة في قعر البحيرات والأنهار. وبالتالي يحتمل أن ترتفع كمية هذه المركبات في الأسماك والأحياء الأخرى التي تعيش في الماء. يبدو أن مستوى الزئبق الطبيعي في البيئة قد استقر خلال 50 سنة الماضية. وتشير سجلات التسمم بالزئبق في اليابان أن سببه استهلاك سمك تم اصطياده من مياه ملوثة بشدة بمياه نفايات صناعية تحتوي على الزئبق، وإن سبب التسمم في العراق راجع إلى استهلاك طحين بذور حبوب ژشت بالزئبق لاستعمالها في الزراعة. تصل الجرعة التي يمكن أن يحملها الكهل 70 كغ ما مقداره 0.35 ملغ Hg في الأسبوع، ومنها 0.2 ملغ كحد أعلى أت من میتیل الزئبق عالي السمية. ويعطي متوسط المدخول من الطعام، ومعظمه من استهلاك السمك.
3- الرصاص Lead
يزداد تلوث البيئة بالرصاص مع التوسع في التصنيع وبالإصدارات الآتية من السيارات التي تجري على وقود مضاف اليه الرصاص. يضاف رباعي اتيل الرصاص إلى الوقود لتحسين الخبط، ولزيادة رقم الأوكتان، ويتحول مع احتراق الوقود إلى PbCI2 ،Pbo ومركبات أخرى لا عضوية للرصاص. وقد وجد أن الجزء الأكبر من هذه المركبات في شريط عرضه
الوقود إلى PbCl Pb0 ومركبات أخرى لا عضوية للرصاص. وقد وجد أن الجزء الأكبر من هذه المركبات في شريط عرضه تقریبا 30 م على طول الطرق السريعة، ويتناقص مستوى الرصاص بشدة بعد هذه المسافة. أما على مسافة 100 م من طريق كثيف السير يتناقص مستوى الرصاص في الجو بمعدل 10 مرات وفي التربة والنباتات بمعدل 20 مرة من المستوى الموجود في الطريق. أدى تناقص مستوى الرصاص في الوقود وزيادة استعمال الوقود غير مضاف إليه الرصاص إلى انخفاض مدى التلوث. ويذكر أن تلوث البيئة بالرصاص لم يؤد بصورة معتدة إلى رفع مستوى الرصاص في الأغذية. لأن الرصاص في التربة مستوقف (لا يتحرك)، وبالتالي فإن زيادة مستوى الرصاص في النبات لا يتناسب مع مدى تلوث التربة. أما الخضار ذات السطح الواسع سبانخ، الملفوف) فقد تحوي مستويات أعلى من الرصاص عندما تزرع قرب مصدر انبعاث للرصاص. لا ينتقل الرصاص إلى الحيوانات التي أطعمت نباتات ملوثة لأن الجسم لا يمتص الكثير من الرصاص ومعظمه يطرح في البراز. من المصادر الأخرى للتلوث بالرصاص القصدير الذي يحتوي الرصاص في أدوات الطبخ والعلب المعدنية الملحومة وطلاءها المحتوي على الرصاص، وبخاصة إذا كان الغذاء حامضية. المصادر السابقة للتلوث أقل أهمية. بعد 1.75 ملغ رصاص في الأسبوع على أنه الجرعة القابلة للتحمل للبالغين من وزن 70. دل تحليل الشعر والعظام أن تلوث الإنسان بالرصاص في عصر ما قبل التصنيع كان أعلى مما هو عليه اليوم.يرجع ذلك إلى وجود أنابيب الرصاص المستعملة في جلب ماء الشرب والأدوات المطلية بقصدير يحتوي رصاص وإلى كثرة استعمال أملاح الرصاص في وضع طبقة سميكة لامعة على الفخار المستعمل كأدوات في المطبخ.

### 4-الكادميوم Cadmium
لا يشبه أيون الكادميوم أيون رصاص والزئبق، لأنه يمتص مباشرة من النباتات ويتوزع بالتساوي في جميع نسجها، ولذلك فإن نزع التلوث بإزالة القشرة، وإزالة الأوراق الخارجية، كما هي الحال مع الرصاص، غير ممكن هنا. تحوي بعض الفطور البرية فطور الحصان، والفطور العملاقة... الخ) والفستق السوداني وبذور الكتان كميات أعلى من الكادميوم. عند الاستهلاك يزداد مدخول الكادميوم كلما طحنت بذور الكتان بصورة أنعم. ومصادر التلوث هي المياه العادمة الصناعية والحمأة من محطات التصفية التي غالبا ما تستعمل كأسمدة.
يؤدي مدخول الكادميوم لفترة طويلة إلى تجمعه في أعضاء الإنسان، وبخاصة في الكبد والكلى، حيث يسبب مستوى -0.3 0.2 ملغ cd / غ قشرة الكلية. تقدر الجرعة التي يمكن أن يتحملها الإنسان البالغ (70 كغ) في الأسبوع 0.49 ملغ کادمیوم. وعلى العموم توضح الدراسات الحديثة أن تركيز العناصر الزهيدة السامة، الرصاص، الزئبق، الكادميوم تميل نحو التناقص . وهذا راجع جزئيا إلى تحسن تحليل العناصر الزهيدة وإلى التناقص الفعلي في الأغذية.
5- نيوكليدات المشعة.

### المركبات السامة من أصل جرثومي Toxic Compounds of Microbial Origin
1-التسمم الغذائي بالذيفانات البكتيرية Food Poisoning by Bacterial Toxins
تعود معظم حالات (60 - 90%) التسممات الغذائية إلى البكتيريا . وتتميز مسبباتها حسب مدخول الأغذية إلى:
¤انسمام (تسمم مثل Staphylococcus aureus ، Clostridium botulinum).
¤أمراض يسببها تلوث واسع بأنواع ممرضة اختبارية، مثل Clostridium perfringens و Bacillus cereus.
¤أمراض معدية تسببها أنواع Salmonella أو Escherichia coli Shigella.
¤أمراض من أسباب غير واضحة، مثل تلك الآتية من Pseudomonas spp ، Proteus spp .
يعود أسباب النشاط الضار لهذه البكتيريا في الجهاز الهضمي إلى ذيفانات معوية تقسم إلى مجموعتين، الذيفانات الخارجية (ذيفانات تفرز من الأحياء الدقيقة إلى البيئة المحيطة) والذيفانات الداخلية (التي تبقى داخل خلايا الأحياء الدقيقة وتحرر عندما تتخرب الخلايا). تتحرر الذيفانات الخارجية أساسا من قبل البكتريا الموجبة للغرام خلال نموها. وهي مكونة بمعظمها من بروتينات سامة جدا وذات فعل مستضدي وتصبح فعالة بعد مرورها بفترة سكون. وتضم هذه المجموعة ذيفانات تتحرر بوساطة Clostridium botulinum (ذيفان بوتلين، بروتين کروي سام عصبيا) و C. Perfringens و Staphylococcus aureus. إن التسمم با St. aureus هو أكثر تسممات الغذاء حدوثا، ومن أعراضه الإقياء، الإسهال، ألم في المعدة، ومسببه الرئيسي الأغذية حيوانية المنشأ اللحم ومنتجاته، الدواجن، الجبن، سلطة البطاطا، المعجنات). أساس الذيفانات الداخلية من البكتريا السالبة للغرام، وهي تعمل كمستضدات وترتبط بشدة إلى جدار خلية البكتريا وهي معقدة بطبيعتها، فهي مكونة من بروتين، وعديد سكرید، وليبيدات. الذيفانات الداخلية نسبية ثابتة حرارية، وهي على العموم نشيطة بدون حاجتها إلى فترة حضانة. إن الذيفانات التي تسبب می تيفية وباراتيفية، وداء السالمونيلات والزحار البكتيري هي من هذه المجموعة. وداء السالمونيلات شديد الخطورة وهو عدوى بذيفانات يبلغ عددها نحو 300 نوع: ولكنها أحياء قريبة من بعضها. تتميز العدوى بحمى داخلية والتهاب المعدة والأمعاء وانتان دموي سالمونيلي: ومصادر العدوى مختلف ولكنها أحياء قريبة من بعضها. تتميز العدوى بحمى داخلية والتهاب المعدة والأمعاء وانتان دموي سالمونيلي: ومصادر العدوى منتجات البيض، الدواجن المجمدة، لحم البقر المفروم، منتجات الحلوى والكوكا. يدل وجود بكتريا E. coli أولا على وجود تلوث برازي، وهذا يعطي انتباهة خاصة. وهذه البكتريا يدخل معها سلالة ذات ذيفان داخلي، وهي السلالة ذات الخطورة الخاصة التي اكتشفت في عام 1983.
2- الذيفانات الفطرية Mycotoxins
هناك أكثر من 200 ذيفان فطري تنتج في شروط معينة من قبل 120 نوعا من الفطور أو الأعفان. الذيفانات الفطرية ذات الاهتمام الخاص في حفظ الأغذية وتخزينها.
إن عدوى الشيلم ولحد أقل الحبوب الأخرى بفطر الدبوسية الفرفورية Claviceps purpurea (أرغوت، أو مهماز الديك roostr's spur مسؤول عن مرض يسمى التسمم بالأرغوت (أعراضه غينغرينية واختلاجات). أعطيت أهمية في الماضي لهذا المرض نتيجة تناول حبوب شیلم مصابة. توقف عملية هذا المرض نتيجة المعاملة البذور بميدات النمو الفطور والقيام بتنظيف الحبوب قبل الطحن.
معظم بيانات الذيفانات الفطرية هي على الجنس Aspergillus spp والأملاتوكسينات التي تنتجها خلال نموها. وهي الذيفانات الأكثر شيوعا وأعتى الذيفانات الفطرية سمية، مثل أفلاتوکسين، B ، وهو أقوى مسرطن معروف، ففي تحارب على الجرذان تبين أن تأثيره المسرطن يظهر في جرعة يومية 10 ميكروغرام / كغ وزن. وفي دراسة مقارنة تبين أن الخاصة المسرطنة لمركب شديد السمية هو ثنائي میتیل نتروزو أمين تظهر عند جرعة يومية 750 ميكروغرام / كغ وزن الجسم. والأغذية التي تعد أول ما يتلوث بالأفلاتوکسينات المواد النباتية (وبخاصة المكسرات والفاكهة). تمر الأفلاتوکسينات من الأعلاف العفنة إلى منتجات الحيوان وأولها الحليب. يحول الاستقلاب في الأبقار الحلوب مجموعة B، من الأفلاتوکسينات إلى المجموعة M) M تشير إلى المستقلبات)، وهي أيضا مسرطنة . وفي برنامج مراقبة الأغذية الذي جرى بين 1995 و 2002 اختبر أكثر من 40 غذاء لمعرفة مدى وجود الأفلاتوکسینات، دیو کسي نيفالينول، فوموزین، باتولين، أوزیرالينون . وجدت أفراد من الذيفانات الفطرية في 21% من العينات، وكان الفستق الحلبي أكثرها إصابة. يغدو تقويم المخاطر الصحية الناشئة من الذيفانات الفطرية عديم الفائدة عند تطبيقه على الأفلاتوكسينات لأن هذه المواد تخرب DNA ومسرطنة ولم يلاحظ لها عتبة دونها لا يوجد لها تأثير ضار. ولكن التقويم ممكن في حالة دیو کسي نيفالينول، مع التحفظ على افتراض وجود قيم مرجعية محددة لو مؤقته. وسبب التحفظ يعود إلى الحقيقة أن البيانات المقدمة للتقويم الصحيح لتأثيراتها في صحة الإنسان لا تزال محدودة تماما. يجب معرفة مدخول الطعام حتى نحسب كيفية استعمال القيم المرجعية. ولتحقيق هذا الغرض أجريت دراسة وطنية كبيرة لمعرفة الاستهلاك في ألمانيا الاتحادية بين عام 1985 و 1988، وبالنظر إلى الأغذية المفضلة عرف مقدار الاستهلاك ومتوسط وزن الجسم للأفراد الذين خضعوا للاختبار . وقسم فيها الأفراد الخاضعين للاختبار، للتفرقة في عرض النتائج، قسم الأفراد إلى 10 فئات مختلفة في الأعمار والجنس ومجموعات الاستهلاك، أي إلى أطفال، رجال، نساء. أنه في حالة ديوكسي نيفالينول فإن استعمال القيم المرجعية نسبيا عال ومن مستوى 34.1-82.5%. وقد حسبت القيمة العليا لأطفال 4-6 سنوات والقيمة الدنيا للمرأة (متناولة للسمك). منتجات الحبوب ملوثة رئيسية بأوكسي نیفالینول. وأكثر ما يتناول أو کراتوکسين الأطفال وبالإضافة إلى منتجات الحبوب تعد عصائر الفاكهة مصدرا لهذه المواد. عند إجراء مقارنة بين طريقة UV / HPLC لتحليل الباتولين من الذيفانات الفطرية تناقص حد الكشف بعامل 100 إذا استعملت طريقة مقایسة تمديد النظائر مع باتولين كمعيار داخلي. وقد وجد في عصير التفاح 5.7 - 26.0 ميكروغرام / ل باتولين بعد إجراء سيللة وقياسات طيفية في كروماتوغرافيا الغازية / مطياف الكتلة.

### المواد المؤذية من العمليات الحرارية
1- الهيدروكربونيات العطرية عديدة الحلقات PAHs) Polycyclic Aromatic Hydrocarbons(PAHs
يعطي حرق المواد العضوية مثل الخشب (دخان الخشب وناتجه من التقطير شبه الجاف، وطور البخار الدخان الخشب) والفحم أو زيت الوقود تفاعلات تفكك حرارية تنتج عددا كبيرا من هيدروكربونيات العطرية عديدة الحلقات (میز نحو 250 منها) مع أكثر من ثلاثة حلقات بنزينية مصهورة بصورة مستقيمة أو مائلة، وهي كلها رطنة بدرجات مختلفة. أن كمية وتنوع هذه المركبات المتولدة يتأثر عامة بالظروف التي يتم فيها الحرق . يستخدم بنزو (a) بيرين (BaP)کمر کب دليل.
يتسبب في تلوث الأغذية بمركبات عديدات الحلقات الهيال من الجو (كما يحدث عادة مع الفاكهة والخضار الورقية في المناطق الصناعية) أو بالتجفيف المباشر للحبوب باستعمال غازات الاحتراق، أو بالتدخين أو بالشوي شوي المباشر على الفحم، تدخين النقانق، أو السمك، تحميص القهوة). تتراكم PAHs في النسج عالية الدهن. ويجب أن لا يتجاوز کميتها في اللحم ومنتجات اللحوم المصنعة 1 ميكروغرام / كغ في الناتج النهائي مقاسة على أساس BaP. وقد تم خفض التلوث با BaP إلى هذا الحد باستعمال تقنيات التدخين الحديثة. ويمكن تحمل كحد أقصى 5 ميكروغرام / كغ من BaP في السمك المدخن . وقد وجدت قيم أقل من 1.6% ميكروغرام / كغ في 95% من العينات المختبرة في مراقبة الأغذية في عام 2005.
2- فوران Furan
يحتمل أن يكون الفوران مادة مسرطنة. وتحدث في الأغذية المعرضة للحرارة. خاصة في القهوة المحمصة. وقد أعطى التحليل باستخدام التخفيف والنظائر باستعمال [ H ] - فوران كمعيار داخلي 2.4-4.3 ملغ / كغ في مختلف المنتجات من مساحيق القهوة. كما تحوي أغذية الأطفال مثل هريس الجزر وهريس البطاطا والسبانخ على 74 و 75 ميكروغرام / كغ بالتالي. يتشكل الفوران من الحموض الأمينية التي تعطي أسيت ألدهيد وغلايكول ألدهيد بتأثير التدرك الحراري. يتبعها خطوات تفاعل يدخل فيها تكاثف الألدول، وتحليق وإزالة الماء. ومن طلائع الفوران أيضا الكربوهيدرات والحموض الدهنية اللامشبعة وأشباه الكروتين. ويتشكل الفوران من التحلل الحراري لحمض اسكوربيك .
كريلاميد Acrylamide
استعمل البولي أكريلاميد د، الذي ينتج من مونومير أكريلاميد بروبن أمید) لعقود في مختلف العمليات الصناعية، مثال کمادة تندفة في معالجة ماء الشرب. تم إنجاز العديد من الدراسات السمية على الأكريلاميد لأسباب تتعلق بالصحة المهنية وسلامتها. وقد وضحت هذه الدراسات التعرض الكبير (i) ينضم الأكريلاميد إلى الهيموغلوبين في الدم . (ii) يستقلب إلى مادة نشيطة ابوکسید غلاسیدامید و (iii) مسرطن عند التعرض المزمن في الحيوانات المختبرة. ولهذه الأسباب وضع الأكريلاميد منذ 20 سنة في الفئة 2A II من المواد المسرطنة. وحسب أدلة الاتحاد الأوروبي لماء الشرب يجب أن لا يزيد تركيز الأكريلاميد عن 0.1 ميكروغرام / ل .
من المعروف منذ زمن وجود تراكيز عالية نسبية من الأكريلاميد في دخان التبغ، ولكن في عام 2002 وصف هذا المركب لأول مرة كمكون في مختلف أنواع الأغذية المعاملة حرارية، وبخاصة في منتجات البطاطا المصنعة مثل الرقائق كما يحوي الخبز والكيك الجيدين تراكيز عالية نسبيا. ويستعمل اليوم للتعيين الكمي، وبصورة رئيسية، المقايسة بالنظائر المستقرة مع GC - MS أو LC - MS مع استعمال الأكريلاميد الموسوم بديتيريوم أو الكربون. يدل اختلاف تركيز الأكريلاميد في الأغذية ضمن مجال واسع على أن المواد الأولية وشروط الإجراءات التصنيعية لها دور مؤثر معتد على تشكيل الاکریلامید . وهكذا يمكن القول إن تشكيل الأكريلاميد في منتجات البطاطا تغير بوضوح اعتمادا على طرز البطاطا، وأن تركيز الاکریلامید ينخفض بوضوح عند خفض درجة حرارة التسخين كما في القلي العميق. يتشكل الاکریلامید بصورة مفصلة بتفاعل الحمض الأميني اسبارجين مع الكربوهيدرات المرجعة (أو نواتج تدر کها). وفي الحقيقة دلت الدراسات مع الاسبارجين الموسوم بالنظائر أن الهيكل الكربوني للحمض الأميني به في الأكريلاميد. وهكذا فإن تشكيل الأكريلاميد، كما في حالة البطاطا، يحدث بعد التسخين لفترة ، ويرتبط أفضل ما تركيز الغلوكوز والفركتوز في البطاطا الطازجة أكثر من ارتباطه مع تركيز الأسبار جين الحر ، رغم أن البطاطا فيها تركيز عال جدا من الاسبارجين الحر وبمعدل 2-4 غ / كغ وزن جاف . وفي حالة خبز الزنجبيل ، بالإضافة إلى تركيز الأسبار جين الحرفيه فإن الذي استعمل كمسحوق خبير مميز على أنه معزاز لتشكيل الأكريلاميد.
ومن الطرق التي يمكن خفض تركيز الأكريلاميد في الأغذية، بالإضافة طبعا إلى الحلمهة الإنزيمية للأسبارجين بالأسبارجیناز، استعمال مضافات مختلفة، خفض رقم pH، وخفض درجة الحرارة واستنادا إلى حسابات حديثة يبلغ المدخول اليومي للاکریلامید من الأغذية في ألمانيا نحو 0.57 ميكروغرام / كغ وزن الجسم.

### النترات، النتريت Nitrate , Nitrite
تستطيع النباتات التي تعود إلى المجموعة A أن تخزن نترات أكبر بكثير من تلك الموجودة في المجموعة B ، حيث تعتمد كمية النترات فيها ، من ضمن أمور أخرى ، على كمية السماد الآزوتي المستعمل في نموها . حتى الضوء يلعب دورا لأن بعض النباتات تخزن نترات أكثر عندما تفقد الضوء، بالإضافة طبعا إلى خصائص التربة . ويعد من مصادر النترات للإنسان الأغذية الحيوانية وماء الشرب. وقد حسب من الدراسة الوطنية للاستهلاك أن مدخول النترات كان عالية في الأطفال من عمر 64 سنوات. يتبعه النساء والرجال الذين يفضلون الفواكه والخضار في وجباتهم بدلا من اللحم والسمك. ووجد أن الجرعة المقبولة يوميا من النترات تستعمل من قبل 23-40% من السكان.
من الجدير بالملاحظة أن كمية النترات المتشكلة كل يوم في عضوية الإنسان تبلغ نحو 1 ملغ / كغ وزن الجسم، وهي تعادل تمام مدخولها من الأغذية . وطليعة النترات في الإنسان الأرجينين الذي ينشطر ليعطي NO وستيرولین. يتأكسد NO إلى، N2O3 ، الذي يتفاعل مع الماء ويعطي نترات. يؤكسد الهيموغلوبين النتريت إلى نترات، مؤدية إلى إعطاء میتیموغلوبين الذي لا يستطيع نقل الأكسجين . ولذلك فإن النترات سامه وبخاصة للأطفال (زراق) لأن ميتيموغلوبين رودکتاز لديهم لا تزال ضعيفة النشاط . ويقوم هذا الإنزيم بإرجاع ميتيموغلوبين إلى هيموغلوبين. تبدأ سمية النترات من إرجاعها إلى نتريت بوساطة البكتريا. ففي الإنسان حوالي 25% من النترات الممتصة منا الأغذية تزال باللعاب وحتى 7% منها يرجع إلى نتريت في التجويف الفموي خلال 24 ساعة عبر نشاط نترات رودکتاز البكتيري وينقل إلى المعدة. ونحو 90% من كمية النتريت التي تصل الجهاز الهضمي تأتي من إرجاع النترات . قاد إرجاع النتريت بوساطة البكتيريا إلى الفرض أن نتروز وأمينات السامة يمكن أن تتشكل داخلية من نترزة الأمينات، وهذا الخطر قد تم تضخيمه. فالنترزة الداخلية المنشأ وصفت بأنها عمليا لا يعتد بها في تقرير التغذية منذ عام 1996.
نتروزوأمينات ، نتروزوأميدات Nitrosamines , Nitrosamides
النتروزو أمينات والنتروزو أميدات كلاهما مسرطنات قوية. ويحصل عليها من تفاعل الأمينات الثانوية والأميدات مستبدلة ال N وحمض نتروز . إن أيون نتروزو نیم * NO أو نتروزیل هالوجينين XNO هي المادة المتوسطة الفعالة.
تم تحري وجود نتروز وأمينات بكميات مختلفة في كثير من الأغذية. وأكثر مرکباتها شيوعا ثنائي ميتيل نتروزو أمين، وهو أيضا أكثرها قوة على السرطنة. وأرجعت بعض الفعالية إلى نتروزو بیریدین ونتروزو بیرولیدین. ففي منتجات اللحوم المنضجة والمعالجة ملح التخليل وجد أن 30% من العينات تحوي نتروزو ثنائي ميثيل أمين (NDMA
يزداد ترکیز نتروزو بیرولیدین (kg / wg 1.5) في منتجات اللحوم بمعدل حوالي 10 أضعاف إلى kg / wg 15.4) خلال التحميص أو القلي ويقدر أن متوسط المدخول اليومي من نتروزو أمينات يتراوح بين mg 0.1 نتروزو ثنائي ميتيل أمين و 0.1 mg نتروزو بیر ویليدين ويصل بالمجموع العام إلى mg 1. إن تثبيط تفاعل النترزة ممكن، ويقوم به حمض اسكوربيك الذي يؤكسد بالنتريت إلى شكله ديهايدرو في حين ترجع النتريت إلى NO. وبشكل مشابه تقوم توكوفيرولات وبعض مكونات الأغذية بتثبيط تفاعلات الاستبدال. ومن الإجراءات المناسبة لخفض خطورة النتروزو أمينات الداخلية أو الخارجية نذكر: ¤ خفض النترات والنتريت المضافة إلى اللحوم المصنعة
¤ إن التخلي الكامل عن استعمال النتريت هو خطر صحي كبير لوجود مخاطر من التسمم البكتيري وبخاصة التسمم من المطية الوشيقية.
¤ إضافة مثبطات (حمض اسكوربيك، توكوفيرولات).
¤ خفض محتوى الخضار من النترات.

## أنواع السموم
أنواع التسمم : 1- كميائية 2- بايولجية 3- فيزيائية
- المواد السامة الكيميائية: وتشمل المواد غير العضوية مثل الرصاص، والزئبق، وحمض الهيدروفلوريك، وغاز الكلور، وكذلك تشمل المركبات العضوية مثل الميثانول، ومعظم الأدوية، والسموم من الكائنات الحية، وفي حين أن بعض المواد المشعة هي أيضا مواد سامة كيميائية إلا أن الكثير من هذه المواد غير سامة كيميائياً حيث تعود نتائج التسمم الإشعاعي إلى التعرض للإشعاع المؤين التي تنتجها المواد المشعة بدلاً من التفاعلات الكيميائية مع هذه المواد نفسها.
- المواد السامة البيولوجية: وتشمل البكتيريا والفيروسات التي يمكن أن تحدث الأمراض في الكائنات الحية، من الصعب أحياناً قياس السمية البيولوجية لأنه يمكن من الناحية النظرية لفيروس واحد أو خلية بكتيرية واحدة - أو ربما طفيلاً أو دودة- أن تتكاثر لتسبب عدوى شديدة الخطورة، ومع ذلك فتأثير السمية البيولوجية يعتمد على قوة الجهاز المناعي في المصاب وقدرته على التعامل مع مسبب المرض.
- المواد السامة المادية: هي المواد التي تتداخل وتتعارض مع العمليات الحيوية نظراً لطبيعتها المادية، ومن الأمثلة على ذلك غبار الفحم، وألياف الاسبستوس وحبيبات ثاني أكسيد السيليكون، وكل هذه المواد مثلاً يمكن أن تؤدي في نهاية المطاف إلى الوفاة في حالة استنشاقها، المواد الكيميائية المسببة للتآكل تمتلك سمية مادية لأنها تدمر الأنسجة، لكنها ليست سامة مباشرة ما لم تتدخل مباشرة مع النشاط البيولوجي للكائن الحي. ويمكن للمياه أن تكون بمثابة مادة سامة مادية إذا أخذت بجرعات عالية للغاية لأن تركيز الأيونات الحيوية يقلل بشكل كبير إذا كان هناك الكثير من المياه في الجسم، كذلك فإن الغازات الخانقة يمكن اعتبارها مواد سامة مادية لأنها تعمل من خلال حجب الأكسجين في البيئة ولكنها خاملة بمعنى أنها ليست غازات سامة كيميائية.[3]

## أنواع التسمم

### تسمم غذائي
التسمم الغذائي هو عبارة عن مجموعة أعراض تنتج عن تناول أغذية ملوثة بالبكتيريا، أو السموم التي تنتجها هذه الكائنات، كما ينتج التسمم الغذائي عن تناول الأغذية الملوثة بأنواع مختلفة من الفيروسات والجراثيم والطفيليات ومواد كيماوية سامة مثل التسمم الناتج عن تناول الفطر، ويتم تشخيص التسمم الغذائي إذا حدث أن أعراض المرض قد ظهرت في أكثر من شخصين (ثلاثة فأكثر). ويشكل التسمم الغذائي الناتج عن البكتيريا السبب الرئيسي في أكثر من 80% من حالات التسمم الغذائي. ينتج التسمم الغذائي عادة إما نتيجة إفراز البكتيريا لسمومها أو نتيجة تكاثر البكتيريا داخل الأمعاء وتحطيمها لجدار الأمعاء.
تختلف أعراض التسمم الغذائي عن أعراض باقي أنواع التسمم حيث تتركز على أعراض الجهاز الهضمي كالإقياء وألم البطن والإسهال، كما تظهر عادة على أكثر من شخص واحد معاً.

### التسمم الوشيقي البوتيوليني
تولد جرثومة (المطثية الوشيقية) في الظروف التي يقل فيها الأكسجين أبواغاً تقاوم الحرارة ثم تنمو وتنتشر على نطاق واسع ثم تفرز السموم التي تعرف باسم (السموم الوشيقية) والتي تعتبر نوعاً فتاكاً من السموم حيث أنه يعرقل الوظائف العصبية وقد ينتج عنه شللاً عضلياً أو تنفسياً وفي بعض الأحيان قد يتسبب في الموت إلا انه يعتبر مرض نادر نسبياً وغير معدي، وهناك 7 أنماط للسموم الوشيقية يرمز لها بالحروف الإنجليزية (من A إلى (G، أربعة من تلك الأنماط تصيب الإنسان وتتسبب في التسمم الوشيقي البشري وهم (A، B، E وفي بعض الحالات النادرة النمط F)، أما الثلاثة أنماط الأخرى فتصيب الطيور، الثدييات والاسماك وتسبب لهم بعض الأمراض.
ينقسم التسمم الوشيقي البشري من حيث مصدره إلى

#### تسمم وشيقي منقول عن طريق الغذاء
يعتبر المصدر الرئيسي للتسمم الوشيقي، ويكون ناتج عن استهلاك الأغذية خاصة المعلبة، المحفوظة أو المخمرة منزلياً وغير مجهزة على نحو جيد.
تظهر أعراض السم الناتج عن الجرثومة في فترة تتراوح من 12 إلى 36 ساعة من استهلاك الغذاء المسمم وتستغرق من 4 ساعات إلى 8 أيام كحد أقصي بعد التعرض.
تقل معدلات الإصابة بالتسمم الوشيقي ولكن ينتج عنه معدل وفيات مرتفع (بنسبة تصل من 5 إلى 10% من الحالات) إذا لم يشخص المريض على الفور ويتلقى العناية الطبية اللازمة.

#### تسمم وشيقي استنشاقي
يعد مصدراً نادراً للتسمم الوشيقي ولا يحدث بشكل طبيعي ولكن ينتج عن أحداث عرضية أو مقصودة مثل (الإرهاب البيولوجي) حيث تنبعث السموم عن طريق الرذاذ (تعتبر الجرعة القاتلة من السموم الوشيقية هي 2 نانو غرام لكل كيلو جرام من وزن الإنسان)، تظهر الأعراض في فترة تتراوح من 24 إلى 72 ساعة.
في حالة الاشتباه ينبغي وضع المريض وكل من تعرض للرذاذ تحت الرعاية المكثفة، يجب أن يغتسل المريض ليُزال عنه التلوث ثم يبدل ملابسه مع مراعاة حفظ الملابس الملوثة في أكياس بلاستيكية وغسلها جيداً بالماء والصابون.

#### تسمم وشيقي ناجم عن الجروح
يعتبر هو الآخر مصدراً نادراً للتسمم الوشيقي ويحدث عندما تدخل الأبواغ إلى الجسم من خلال جرح مفتوح ثم تتكاثر في البيئة اللاهوائية، في الأغلب يكون الجرح ناجم عن الحقن بمواد الإدمان مثل هروين القطران الأسود، وتظهر الأعراض في فترة قد تصل إلى أسبوعين.

#### تسمم وشيقي طفلي
يصيب هذا النوع من التسمم الرضع الذين تقل أعمارهم عن ستة شهور ولا تصيب من هم أكبر من ذلك بسبب وجود سوائل دفاعية طبيعية في الأمعاء والتي تساعدهم على الوقاية من الجرثومة وتمنع تكونها ونموها، ويظهر هذا النوع من التسمم عندما يبتلع الرضيع أبواغ مطثية وشيقية (تتواجد غالباً في العسل) ثم تتحول إلى جراثيم تنتشر في المعدة؛ لذلك يحذر من إطعام العسل للأطفال الذين يقل أعمارهم عن عام واحد.

#### الأعراض
تتشابه الأعراض إلى حد ما في الأنواع الثلاث الأولى (التسمم الوشيقي الغذائي، الاستنشاقي والناجم عن الجروح) وهي:

##### الاعراض الأولية
1. الشعور بالوهن.
2. الدوار
3. عدم وضوح الرؤية.
4. جفاف الفم.
5. عسر في البلع.
6. صعوبة النطق.
7. القيئ.
8. الإسهال.
9. التورم البطني.

وقد يتطور المرض وينتج عنه:
- تأثر الجهاز العصبي.
- الإصابة بالشلل الرخو الذي قد يتسبب في فشل الجهاز التنفسي.

وتختلف أعراض التسمم الوشيقي عند الرضع فهي
1. الضعف.
2. الإمساك.
3. فقدان الشهية.
4. تغير صوت البكاء.
5. عدم القدرة على التحكم في حركة الرأس.

#### التشخيص والعلاج
يكون التشخيص من خلال التحليل المختبري للغذاء، الجرح أو البراز وفي كثير من الأحيان يحدث خاط بينه وبين متلازمة غيان-باريه (الوهن العضلي).
العلاج:
إعطاء المريض مضاد للسموم، والذي يعتبر حل فعال لتجاوز حالة الخطر والحد من الوفيات.
```
في الحالات الوخيمة يحتاج المريض إلى العلاج الداعم خاصة العناية التنفسية المركزة والتهوية الميكانيكية.
```

يلزم في حالة التسمم الوشيقي الناجم عن الجروح إعطاء المريض مضاد حيوي.
بالفعل تم التوصل للقاح مضاد للتسمم الوشيقي ولكن لم تثبت فاعليته بشكل كبير كما ان له العديد من الاثار الجانبية.

#### الوقاية
تكون عن طريق:
1. الحفاظ على النظافة.
2. فصل الأطعمة النيئة عن المطهوة.
3. طهو الطعام بشل جيد.
4. تخزين الأطعمة في درجات حرارة مناسبة.
5. استخدام الماء والمواد الخام المأمونة.

### التسمم بالفلور
من المعروف أن الفلوريد يساعد على وقاية الأسنان من التسوس، ولكن قد ينتج عن ابتلاع كميات كبيرة منه تسمماً يؤثر سلبياً على الأسنان والعظام.

#### سبب إصابة الإنسان بتسمم الفلور
يحدث التسمم عندما يتعرض الإنسان لمصادر متعددة من الفلور سواء كان في الطعام، الشراب أو الهواء، ولكن يعتبر الماء هو المصدر الرئيسي للإصابة بالتسمم، وخاصة المياه التي تتواجد في سفوح الجبال أو عند البحار تتكون من نسبة عالية من الفلور بالإضافة إلى تلوث المياه، الحرائق، والانفجارات ينتج عنها تعرض الإنسان لنسب عالية من الفلور.

#### تأثير التسمم بالفلور

##### تأثير سني[4][5]
أول درجات التسمم بالفلور والأكثر شيوعاً ويحدث عند ابتلاع كميات معتدلة من الفلور وينتج عنه تنقر الأسنان وتغير لونها وفي الحالات الشديدة قد يتضرر الميناء، وتعتبر أعراض التسمم السني هي الأسرع ظهوراً.

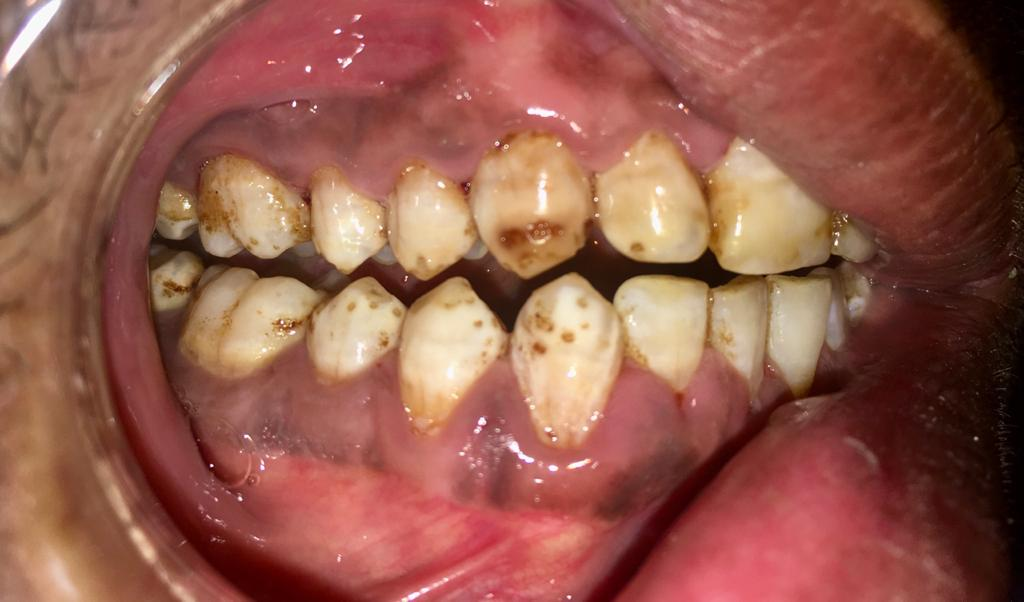
التأثير السني للتسمم بالفلور.

##### التأثير الهيكلي
ثاني درجات التسمم بالفلور ويحدث عند ابتلاع كمية كبيرة من الفلور على فترات طويلة، فيتراكم الفلور في العظم بشكل تدريجي ولا يظهر فجأة.
أعراض التسمم الهيكلي
يظهر في البداية بعض الأعراض أولية وهي التيبس والشعور بالألم في المفاصل، أما في الحالات الشديدة تتأثر بنية العظام وتتغير، تكلس الأربطة مما ينتج عنه الشعور بالألم في العضلات.
أما الدرجة الثالثة والأكثر خطورة في التسمم بالفلور تحدث عند التعرض الحاد لنسبة كبيرة جداً من الفلور ولكنها تعتبر من الحالات النادرة، وينتج عنه آثار فورية وتكون أعراضه:
1. فرط اللعاب.
2. ألم حاد في البطن.
3. الشعور بالغثيان.
4. القيئ.
5. تشنجات ونوبات عضلية.

#### الوقاية
- البحث عن مياه صالحة للشرب
- نزع الفلور من الماء إذا توافرت الإمكانيات للقيام بذلك ويكون ذلك عن طريق استخدام الفحم العظمي، الألومينا المنشط أو الترسيب بالتماس.
- التوعية بطريقة الاستخدام الصحيحة للفلوريد.

### التسمم بالزرنيخ
يستخدم عنصر الزرنيخ في الصناعة مثل الأصباغ، الزجاج، الورق، المنسوجات، عمليات دباغة الجلود، المبيدات الحشرية والتبغ.

#### أسباب التسمم بالزرنيخ
يعتبر عنصر الزرنيخ من العناصر المكونة للقشرة الأرضية، بالإضافة إلى أنه موزع على نطاق واسع في جميع عناصر البيئة من (هواء – تربة – ماء)، ويعتبر الشكل غير العضوي منه هو الأكثر ضرراً.
ترتفع نسبة الزرنيخ غير العضوي في المياه الجوفية في العديد من الدول مثل (الأرجنتين – الصين – الهند – بنغلاديش – تشيلي – المكسيك – الولايات المتحدة)، وتستخدم تلك المياه الملوثة في العديد من الأغراض مثل: الشرب، ري المحاصيل الزراعية وإعداد الطعام.

#### الأعراض[6][7][8]

##### أعراض فورية (وخيمة)
- القيئ.
- الشعور بالألم في البطن.
- الإسهال.
- الشعور بالخدر.
- وخز في الأطراف.
- تشنج في العضلات.

##### أعراض طويلة المدي[9]
تنتج عن التعرض لنسب عالية من الزرنيخ لفترات طويلة (خمس سنوات تقريباً).
تظهر أولى الأعراض على الجلد حيث:
- تغير في صبغة الجلد.
- الإصابة بآفات جلدية.
- ظهور فرط التقرن (وهي بقع صلبة تظهر على راحة اليدين وأخمص القدمين).
- سرطان الجلد.[10]

#### الوقاية
1. استبدال المياه التي ترتفع بها نسبة الزرنيخ بمصادر أخري للمياه مثل مياه الأمطار أو المياه السطحية المعالجة.
2. يمكن استخدام المياه التي يرتفع بها معدل الزرنيخ في غسل الملابس أو الاستحمام وتجنب استخدامها في الشرب أو إعداد الطعام، كما يمكن استخدام المياه التي تقل بها نسبة الزرنيخ في الشرب.
3. استخدام طريقة رخيصة ومناسبة كطلاء الآبار الأنبوبية أو المضخات اليدوية لاختبار منسوب الزرنيخ في الماء.
4. محاولة الوصول لمستوى المقبول لنسبة الزرنيخ في الماء، وذلك عن طريق خلط المياه التي تنخفض بها نسبة الزرنيخ بأخرى تزداد بها نسبة الزرنيخ.
5. العمل على إنشاء شبكات مركزية ومحلية لإزالة الزرنيخ من المياه الجوفية.

### التسمم بالرصاص
يدخل عنصر الرصاص في العديد من الصناعات مثل الطلاء، البنزين، صناعة بطاريات السيارات، الأصباغ، اللحام، الأواني البلورية، الخزف، لعب الأطفال ومستحضرات التجميل.

#### أسباب التسمم بالرصاص
الرصاص من العناصر المكونة للقشرة الأرضية ولكنه يعتبر معدناً ساماً، ونتج عن استخدامه بكثرة تلوث للبيئة على نطاق واسع وتعرض الإنسان لمشاكل صحية خطيرة، حيث توزع في جسم الإنسان على الدماغ، الكبد، الكليتين والعظام.
يعد استنشاق الغبار الملوث بالرصاص هو السبب الرئيسي للإصابة بالتسمم وذلك عن طريق:
- حرق مواد تتكون من الرصاص.
- عمليات الصهر وإعادة التدوير التي تتم بطرق غير رسمية.
- تجريد الطلاء الذي يحتوي على عنصر الرصاص.
- استخدام البنزين الحاوي على عنصر الرصاص.
- شرب مياه (منقولة بواسطة أنابيب تتكون من عنصر الرصاص).
- تناول الطعام (محفوظ في حاويات مصنوعة أو ملحومة بمادة الرصاص).
- استخدام مستحضرات التجميل الحاوية على الرصاص.

#### آثار التسمم بالرصاص على صحة الأطفال[12]

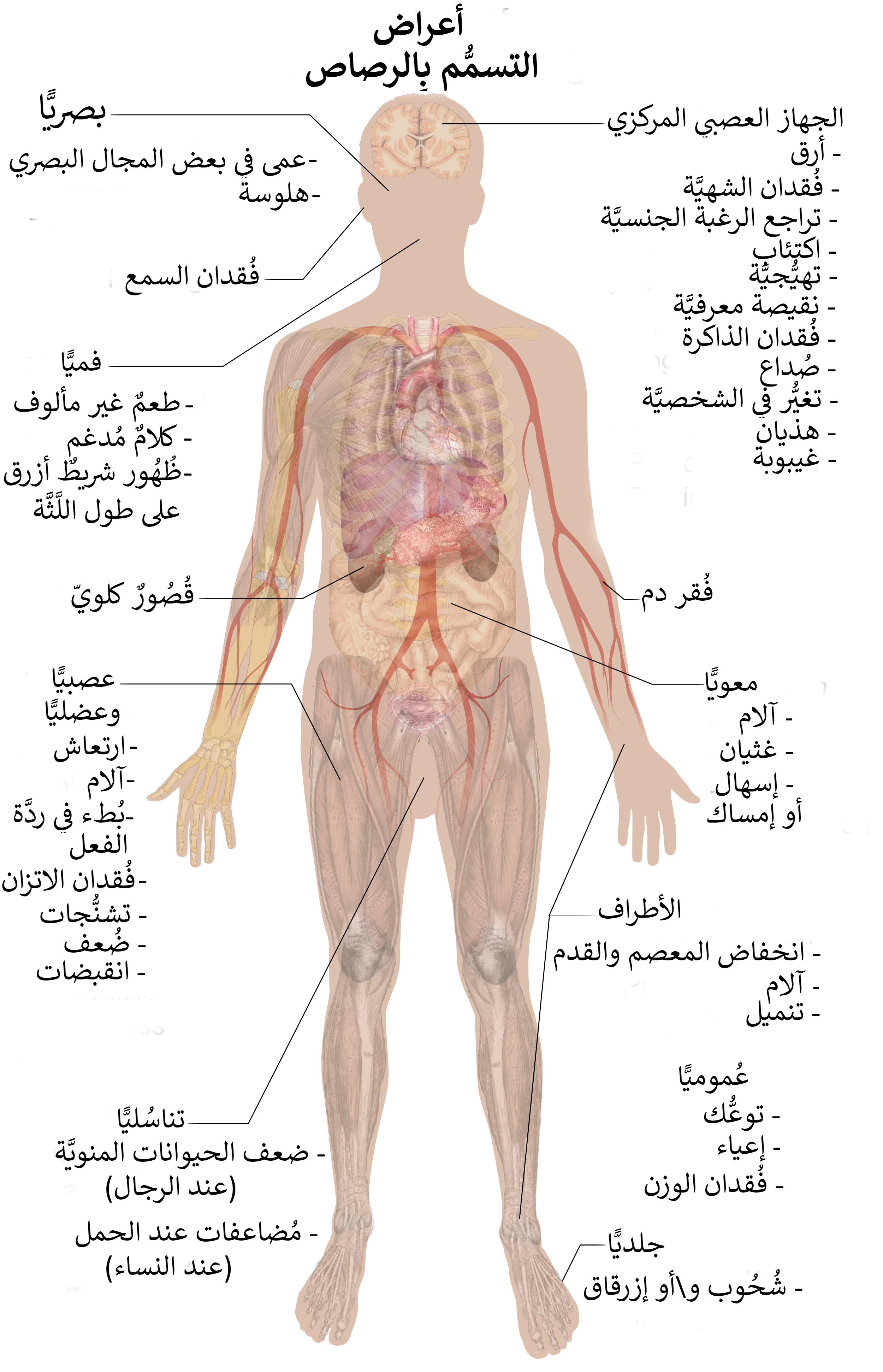
أعراض التسمم بالرصاص

يعتبر الأطفال هم الفئة الأكثر تعرضاً للإصابة بسرطان الرصاص وذلك لأن جسم الأطفال يمتص مصدراً معيناً من الرصاص بمعدل يفوق امتصاص البالغين له بأربع أو خمس مرات، كما أن الأطفال الذين يعانون من سوء التغذية ونقص في الكالسيوم أو غيره من العناصر هم الأكثر تعرضاً للإصابة بتسمم الرصاص.
التعرض لمستويات عالية من الرصاص ينتج عنه
- غيبوبة.
- تشنجات.
- تخلف عقلي.

التعرض للرصاص لفترات طويلة ينتج عنه:
- اضطراب سلوكي.
- التأثير على معدل نمو دماغ الطفل.
- نقص معدل ذكائه.
- الإصابة بفقر الدم.
- السلوك العدائي للأطفال.
- نقص القدرة على الانتباه والتحصيل الدراسي لدي الطفل.
- قصور كلوي.

#### الوقاية
1. الحد من استخدام الرصاص في الصناعة ومحاولة استبداله بعناصر أخري أقل تلوثاُ للبيئة وتأثيراً على صحة الإنسان.
2. التخلص من الدهانات الحاوية على نسب عالية من الرصاص والتقليل من التعرض المهني لمثل هذه الأنواع من الدهانات.
3. نشر الوعي فيما يتعلق بتسمم الرصاص.

### التسمم بالزئبق
يعتبر الزئبق من العناصر المكونة للقشرة الأرضية، وينشأ نتيجة تعرية الصخور، الأنشطة البركانية، حرق الفحم، الأنشطة الصناعية، محارق النفايات أو تعدين الذهب والزئبق وغيرهم من المعادن.
يتواجد الزئبق في الطبيعة بأشكال متعددة قد يكون:
- زئبق فلزي.
- زئبق غير عضوي.
- زئبق عضوي.

#### أسباب الإصابة بتسمم الزئبق
يتعرض جميع البشر للزئبق ولكن بمستويات مختلفة، حيث يتعرض له معظم الناس بمستويات منخفضة وعلى فترات زمنية طويلة.
هناك عدة عوامل تحدد مدي الخطر الناتج عن التعرض للزئبق وهي:
- نوع الزئبق المتعرض له.
- الجرعة التي تم التعرض لها.
- سن الشخص المتعرض له.
- مدة التعرض.
- طريقة التعرض (ابتلاع – ملامسة للجلد – استنشاقه).

يسفر الزئبق عن مشكلات صحية خطيرة تصيب الجهاز العصبي، الهضمي والمناعي بالإضافة إلى الاثار السامة التي تعاني منها الكليتين، العينين والجلد.

#### أكثر الفئات حساسية للزئبق
الجنين داخل الرحم، ويحدث ذلك عندما تتناول والدته كميات كبيرة من الأسماك والمحار، مما قد يؤثر على الجهاز العصبي ونمو دماغ الجنين وبالتالي تقل مهارات التفكير المعرفي، معدل الذكاء، قدرة الذاكرة والمهارات الحركية والبصرية للأطفال الذين تعرضوا للزئبق عندما كانوا أجنة.

#### الاعراض[13][14][15]
عند تعرض الإنسان للزئبق سواء بالاستنشاق، الابتلاع أو ملامسته للجسد، يصاب باضطرابات عصبية وسلوكية تظهر في الأعراض التالية
- الإصابة بالرعشة.
- الأرق.
- فقدان الذاكرة.
- الشعور بالصداع.
- الخلل في الوظائف الحركية والمعرفية.
- تأثير الأعصاب.
- ضعف العضلات.
- وفي حالات التعرض لمستويات كبيرة منه على فترات زمنية طويلة تظهر اعراض
- تسمم الجهاز العصبي.
- الإصابة بالفشل الكلوي.

#### الوقاية
1. التوقف عن حرق الفحم والترويج لاستخدام مصادر الطاقة النظيفة بدلاً منه.
2. عدم استخدام الزئبق في استخراج الذهب وغيره من العمليات الصناعية.
3. التوقف عن عمليات التعدين للزئبق.
4. إلغاء استخدام المنتجات والمواد غير الأساسية التي تعتمد على الزئبق ويحدث ذلك بسياسات تدريجية، تنفيذ ممارسات آمنة في ميدان مناولة المنتجات المتبقية منها واستخدامها وسبل التخلص منها.
5. التوعية بأضرار الزئبق وخاصة للحوامل.

### التسمم بالكحول[16][17]
يعتبر الكحول من المواد نفسانية التأثير، وينتج عن تعاطيه العديد من الآثار الصحية، الاجتماعية والاقتصادية والتي تعود بالسلب على المجتمع، يتسبب الكحول في 5,9% من حالات الوفاة حول العالم، كما ينتج عنه أكثر من 200 مرض، كما يرتبط شربه بالعديد من الاضطرابات النفسية والسلوكية بما في ذلك الاعتماد على الكحول بالإضافة إلى ان الكحول يعد السبب الرئيسي للعديد من حوادث السير والعنف وزيادة معدلات الانتحار.

#### أسباب تسمم الكحول[19]
يتحدد الضرر الناتج عن الكحول وفقاً لعاملين مهمين وهما
- نمط أو طريقة التعاطي.
- إجمالي كمية الكحول التي يتعاطها الإنسان.
- كما يتأثر بعوامل أخري مثل قدرة الفرد على التحمل.

عادة ما يرتبط التسمم الحاد بمستوى جرعة الكحول.

#### اعراض التسمم بالكحول[20]
- احمرار الوجه.
- تلعثم الكلام.
- الثرثرة.
- زيادة النشاط.
- السلوك غير المنضبط.
- تباطؤ ردود الفعل.
- عدم التناسق الحركي.
- فقد الوعي.

#### الوقاية
1. فرض قيود وضوابط على منع شرب الكحول.
2. وضع قوانين صارمة وعقوبات مناسبة فيما يخص القيادة تحت تأثير الكحول.
3. الحد من الطلب على الكحول وذلك من خلال فرض ضرائب على تجارة الكحول ومنع تجارتها.
4. نشر الوعي فيما يخص أضرار الكحول والآثار السلبية الناجمة عنه.
5. وضع سياسات وبرامج تفيد التحري والتدخل السريع عند تعاطي الكحول بشكل ضار وخطر.

### التسمم بأول أكسيد الكربون[21]
اول أكسيد الكربون هو غاز عديم اللون، الطعم والرائحة، ويتصاعد عند حرق الخشب، البنزين، البروبان، الفحم أو غيرهم من أنواع الوقود.

#### أسباب التسمم بأول أكسيد الكربون
يعد الاستنشاق هو مصدر الإصابة بتسمم أول أكسيد الكربون ويحدث ذلك عندما يستنشق الإنسان الأدخنة المنبعثة من الحريق، كما أن احتراق الوقود اللازم لتشغيل أنواع مختلفة من المحركات والأجهزة ينتج عنه انبعاث غاز أول أكسيد الكربون، ولا تشكل كمية أول أكسيد الكربون خطراً على الإنسان إلا إذا كان في مكان محكم الغلق أو ذا تهوية سيئة، عندئذ يستنشق الإنسان كميات كبيرة منه، مما يدفع الجسم إلى استبدال الأكسجين الموجود في خلايا الدم الحمراء بغاز أول أكسيد الكربون مما يمنع وصول الأكسجين إلى الأعضاء والأنسجة.

#### أكثر الفئات حساسية لأول أكسيد الكربون
- الأجنة: تعتبر الفئة الأكثر عرضة للإصابة بتسمم أول أكسيد الكربون، وذلك لأن خلايا الدم الخاصة بهم تمتص أول أكسيد الكربون بسهولة مقارنة بخلايا الدم الخاصة بالأشخاص البالغين.
- الأطفال: تعتبر ثاني فئة من حيث الحساسية من غاز أول أكسيد الكربون، وذلك لأن معدل تنفس الأطفال الصغار أسرع من معدل البالغين.
- كبار السن: ينتج عن تعرض تلك الفئة لغاز أول أكسيد الكربون إصابتهم بتلف في الدماغ.
- المصابون بالأمراض المزمنة يعد المصابون بأمراض القلب وفقر الدم ومن يعانون من مشاكل بالتنفس أكثر عرضة للإصابة بتسمم أول أكسيد الكربون.

#### الأعراض[23]
- الصداع الخفيف.
- الدوار.
- الغثيان.
- القيئ.
- الشعور بالضعف.
- ضيق في التنفس.
- تشوش الرؤية.
- فقدان الوعي.

وفي الحالات الشديدة ينتج عنه
- تلف دائم للدماغ.
- الإضرار بالقلب.
- وفاة الجنين (في حالة تعرض الأم الحامل لنسبة كبيرة من غاز أول أكسيد الكربون).

#### الوقاية
1. صنع وتثبيت أجهزة للكشف عن غاز أول أكسيد الكربون.
2. الحفاظ على تهوية الأماكن التي تتواجد بها الأجهزة والمحركات التي تعمل بالوقود.
3. عدم استخدام المذيبات في المناطق المغلقة.

### تسمم بالنيكوتين[26]
النيكوتين هو مركب عضوي شبه قلوي يوجد في نبات الكوكا وغيره من المحاصيل كالطماطم، البطاطس، الباذنجان والفلفل الأخضر ولكن بكميات قليلة، كما يستخدم في صناعة التبغ وأنواع مختلفة من السجائر ويدخل في صناعة المبيدات الحشرية.
النيكوتين هي المادة الكيمائية التي تسبب إدمان السجائر وتجعل من الصعب الإقلاع عنها، وكما تبين أن للنيكوتين تأثير سلبي على جميع أجزاء الجسم.

#### أسباب التسمم بالنيكوتين
يعد الاستنشاق هو السبب الرئيسي للإصابة بتسمم النيكوتين ويأتي بعده الملامسة ويحدث ذلك عندما يلامس الجسم أي مبيد حشري يحتوي على النيكوتين حتى لو بالخطأ.
في الغالب يحدث التسمم الحاد بالنيكوتين لغير المدخنين، وذلك بسبب عدم قدرة أجسادهم على محاربة السم المنبعث من السجائر.
أما التسمم المزمن فيصيب المدخنين الشرهين، ويحدث ذلك عندما يستنشق ما يقرب من 40 – 80 ملليغرام من النيكوتين في المرة الواحدة ويمكن اعتبار تلك الجرعة على أنها مميتة.

#### الأعراض[30][31]
- الغثيان.
- القيئ.
- الشعور بالدوخة.
- برود الأطراف.
- شحوب الجلد.
- زيادة التعرق.
- عدم انتظام النفس.
- الرعشة.
- التشنج.
- الإسهال.

أما في الحالات المزمنة تكون الأعراض
اضطراب في الجهاز الهضمي وتكون الأعراض:
- زيادة إفراز اللعاب.
- فرط العصارة الهضمية.
- ألم في المنطقة الشرسوفية.

اضطراب القلب والأوعية الدموية وتكون الأعراض:
- ارتفاع ضغط الدم.
- عدم انتظام ضربات القلب.
- بطيء النبض.
- الشعور بتشنج في الأوعية.

اضطراب الجهاز العصبي ويظهر ذلك في:
- عدم القدرة على الكلام.
- ارتجاف الأيدي.
- فقدان الوعي.

الاضطرابات الغذائية (فقدان الوزن).

#### الوقاية
1. الإقلاع عن التدخين.
2. البعد عن الأماكن التي يتواجد بها المدخنين.
3. توخي الحذر عند استخدام النيكوتين كمبيد حشري.

### التسمم الدوائي[33]

#### أسباب التسمم الدوائي[34]
يحدث التسمم الدوائي بسبب تراكم كميات كبيرة من المادة الفعالة الخاصة بالدواء في مجري الدم ويحدث ذلك نتيجة:
- التناول المفرط للدواء سواء كان عمداً أو عن طريق الخطأ.
- تناول أكثر من نوع دواء في وقت واحد.
- تجاوز الجرعة الموصوفة للدواء.

مما ينتج عنه آثار سلبية تصيب الجسم، وعدم القدرة على إزالة الدواء من مجري الدم مما يؤدي إلى تراكمه في الجسم.

#### عوامل تزيد من الإصابة بالتسمم الدوائي
- عدم تخزين الأدوية بشكل سليم مما يجعله في متناول الأطفال.
- تناول الأدوية بدون استشارة طبيب مختص.
- عدم اتباع الجرعة الموصي بها لكل دواء (تكون مدونة على علبة الدواء من الخارج أو في الروشتة الخاصة به).
- أن يكون للشخص تاريخ من الاضطرابات النفسية أو الإدمان.

#### الأعراض[36][37]
- ضيق التنفس والشعور بالاختناق.
- الغثيان والقيئ.
- انخفاض درجة حرارة الجسم.
- برودة الأطراف.
- انخفاض ضغط الدم.
- التعرق الشديد.
- الهلوسة.
- الشعور بالدوار.
- فقد الوعي.
- تشنجات عضلية.
- تشوش في الرؤية.
- فقدان الشهية.
- الطفح الجلدي.
- ملاحظة تغير لون الشفاه والجلد.
- صعوبة في البلع.
- زيادة إفراز اللعاب.

#### الوقاية[38]
1. الالتزام بالتعليمات المدونة في نشرة الدواء.
2. معرفة المادة الفعالة التي يحتوي عليها الدواء لتجنب تناول أكثر من نوع دواء يحمل المادة الفعالة نفسها.
3. الالتزام بتعليمات الطبيب فيما يتعلق بجرعة الدواء وموعد تناوله بالنسبة لموعد الطعام لأن هناك بعض الأدوية التي تتأثر بأنواع من الطعام والشراب.
4. استخدام الأكواب والمعالق المعيارية المرفقة بالدواء لضمان تناول الجرعة الموصي بها.
5. إحكام غطاء الدواء بعد تناوله في كل مرة وحفظة بعيداً عن متناول الأطفال.
6. التحقق من تاريخ صالحية الدواء، لونه، رائحته وسلامه العبوة قبل الاستخدام.

## تشخيص التسمم
على المسعف أن يحاول معـرفة سبب التسمم ومتى وكيف حـدث. وجود وعاء قريب أو علبة دواء بجانب المصاب قد يدل على السـبب. يمكن أن يصاب المريض بتقيء أو إسهال. كما تظهر حروق على فم المريض إذا كان السم كاويا.

## طريقة الإسعاف
يتوجب اتباع الخطوات التالية عند التعامل مع حالات التسمم
1. سـؤال المصاب قبل أن يفقد وعيه عما حدث.
2. يراقب التنفس مع عمل تنفس صناعي إذا لزم الأمر.
3. إعطاء لبن بارد وبياض بيضة.
4. إعطاء مسكن قوي لتخفيف الألم.
5. يمنع إحداث قيء للمصاب.
6. يمنع إعطاء أحماض مثل الخل وعصير الليمون في حالات التسمم بالقلويات مثل الفلاش.
7. ينقل المصاب للمستشفى فوراً.
8. إذا لم تكن المادة السـامة كاوية أو لم تكن المادة إحدى مشتقات البترول ولم يكن المصاب في حال صدمة أو فاقد الوعي فيمكن محاولة جعـل المصاب يتقيأ بوضع إصبع في حلقه. واعطائه ما يشربه.
9. إذا فقـد المصاب وعيه وظـل تنفسـه طبيعي، ضعـة في وضعية الاستشفاء.
10. إذا توقف التنفس ونبض القلب، يجب البدء فورا بعملية إنعاش قلبي رئوي.
11. يجب أخـذ الاحتياط لكي لا ينتقـل السـم إلى المسعف.
12. يتوجب نقل المصاب إلى المستشفى بسـرعة. مع إرسال عينات من القيء وأي علب تكون قريبة منه ليتم فحصهـا في المستشفى.

## الوقاية
يتوجب اتخاذ الاحتياطات لمنع حدوث التسمم
1. وضع جميع الأدوية والسـموم والمواد الكيماوية في أماكن بعيـدة ومقفلة.
2. استخدام أنواع من العلب لتخزين الحبـوب – صعبة الفتح – لحماية الأطفال.
3. عدم تخزين المواد السـامة في علب المشـروبات (الغازية، المياه المـعدنية).
4. عدم تـرك الأطفال في موقف السيارات داخـل السيارة وهي في حالة التشغيل والمكيف يعمـل والنوافذ مغلقـة، لأن الغازات تنتقـل من العادم وتدخل السيارة لتؤدي إلى التسـمم.
5. عدم إعطاء الأطفال الأشياء المطليـة بالصبغ أو البطاريات القديمة لاحتوائهـا على الرصاص

## العوامل المؤثرة على السموم
سمية مادة يمكن أن تتأثر بالعديد من العوامل المختلفة كالمسار الذي أُدخلت أو أعطيت من خلاله المادة (سواء كان ذلك عبر وضعها على الجلد أو احتكاكها به أو عبر بلعها أو استنشاقها أو بالحقن المباشر) ووقت أو مدة التعرض للمادة (لقاء قصير أو طويل الأجل) وعدد مرات التعرض (جرعة واحدة أو جرعات متعددة على مر الزمن) والشكل المادي للمادة السامة (صلبة أو سائلة أو غازية) والتركيب الجيني للفرد والصحة العامة له وغيرها الكثير من العوامل.
وتُوجد العديد من المصطلحات المستخدمة لوصف هذه العوامل كالتعرض الحاد والتعرض المزمن:
- التعرض الحاد: ويقصد به التعرض الوحيد لمادة سامة مما قد يتسبب في الضرر البيولوجي الشديد أو بالموت حتى، وعادة ما يتميز التعرض الحاد بأن مدة التعرض لا تتجاوز اليوم الواحد.
- التعرض المزمن: ويحدث التعرض المستمر لمادة سامة بالتعرض لها على مدى فترة طويلة من الزمن غالبًا ما تقاس بالأشهر أو السنوات، ويمكن أن يتسبب في آثار جانبية لا رجعة فيها.[3]

## قياس السمية
يمكن قياس السموم بتتبع آثارها على الهدف (سواءً كان كائنًا، أو جهازًاً، أو نسيجًا أو خلية)، وذلك لأن الأفراد عادة ما يكون لديهم مستويات مختلفة من الاستجابة لنفس الجرعة من المادة السامة، ولكن يمكن أيضاً استخدام مقاييس للسمية على مستوى المجتع والسكان لتقدير احتمالية تعرض الفرد في المجتمع إلى التعرض للمضاعفات المحتملة إذا ما أخذ جرعة معينة من السم، ومن الأمثلة على ذلك استخدام الجرعة المميتة الوسطية لتقدير سمية المواد وهي الجرعة اللازمة لقتل نصف أفراد العينة، فكلما قلت الجرعة المميتة الوسطية كلما دل ذلك على سمية المادة، وعند عدم وجود بيانات دقيقة يتم إجراء مقارنة للأشياء السامة المماثلة المعروفة، فعلى سبيل المثال، إذا كانت جرعة من مادة سامة آمنة لفأر مختبر، فيمكن للمرء أن يفترض أن عُشر تلك الجرعة آمن للإنسان، مما يسمح بوجود عامل آمان من 10 للاحتياط وذلك بسبب الاختلاف في النوع، أما إذا كانت البيانات من الأسماك، فيمكن للمرء أن يستخدم عامل أمان من 100 للفروقات بين الأسماك والثدييات (فئتين مختلفتين من الحبليات)، وبالمثل، يمكن استخدام عامل أمان عالي للأفراد الذين يعتقد أنهم أكثر عرضة للتأثيرات السامة كما هو الحال في الحوامل أو الذين يعانون من أمراض معينة، وعند تقييم مادة كيمائية جديدة وغير مدروسة سابقاً يمكن مقارنتها بالموادة الآخرى المدروسة إذا ما اعتقد أن المادتين متشابهتين جداً ولكن مع إضافة عامل آمان من 10 لمراعاة الفروق الممكنة بينهما مع أن الفروق لا تتطلب في العادة مثل هذا المستوى من الأمان، وذلك لأن هذا النهج تقريبي متحفظ جدًا بما يسمح من تطبيقه على مجموعة كبيرة من المواد.